# Мадона дела Салуте (Тревизо)
Мадона дела Салуте је насеље у Италији у округу Тревизо, региону Венето.
Према процени из 2011. у насељу је живело 393 становника. Насеље се налази на надморској висини од 107 м.